# Епархия Мзузу
Епархия Мзузу (лат. Dioecesis Mzuzuensis) — епархия Римско-Католической церкви с центром в городе Мзузу, Малави. Епархия Мзузу входит в митрополию Лилонгве. Кафедральным собором епархии Мзузу является церковь святого Петра.

## История
8 мая 1947 года Римский папа Пий XII издал буллу «Quo in Nyassaland», которой учредил апостольскую префектуру Северной Ньясы, выделив её из апостольского викариата Ньясы (сегодня — архиепархия Лилонгве).
17 января 1961 года Римский папа Иоанн XXIII издал буллу «Fertilis arbor», которой преобразовал апостольскую префектуру Северной Ньясы в епархию Мзузу. Первоначально епархия Мзузу являлась суффраганной по отношению к архиепархии Блантайра.
21 июля 2010 года епархия Мзузу передала часть своей территории для образования епархии Каронги.
9 февраля 2011 года епархия Мзузу вошла в состав церковной провинции Лилонгве.

## Ординарии епархии
- епископ Marcello Saint-Denis, M.Afr.[1] (13.06.1947 — 1957);
- епископ Jean-Louis Jobidon, M.Afr. (3.01.1958 — 1.10.1987);
- епископ Joseph Mukasa Zuza (3.03.1995 — 15.01.2015).